# Hot desking

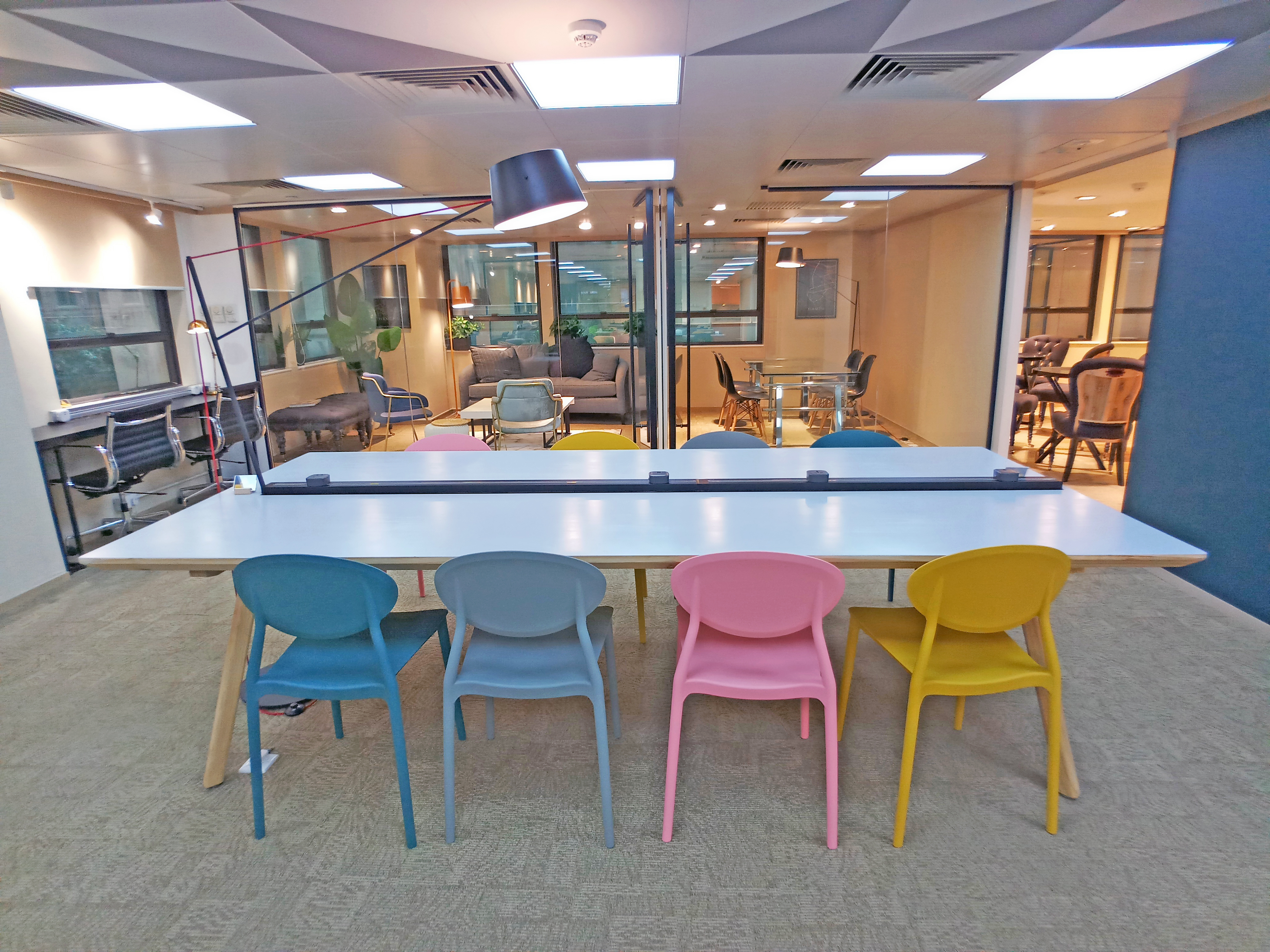
Àrea de cotreball amb host desking.

L'escriptori calent (de vegades anomenat "hotel no basat en reserves") és un sistema d'organització d'oficines que implica que diversos treballadors utilitzen una sola estació de treball física o superfície durant diferents períodes. El "escriptori" del nom es refereix a una taula o un altre espai de treball compartit per diversos treballadors en diferents torns, en lloc de que cada membre del personal tingui el seu propi escriptori personal. Una de les principals motivacions de l'escriptori calent és la reducció de costos mitjançant l'estalvi d'espai, fins a un 30% en alguns casos. L'escriptori calent és especialment valuós a les ciutats on els preus immobiliaris són alts.

## Ús
L'escriptori calent es troba sovint en llocs de treball amb horaris flexibles per als empleats, on no tots els empleats treballen en una oficina alhora. Els empleats d'aquests llocs de treball utilitzen les oficines existents només ocasionalment o durant períodes curts, cosa que deixa les oficines vacants una part del temps. En compartir oficines, els empleats fan un ús més eficient de l'espai i dels recursos. Tanmateix, l'escriptori en calent comporta desavantatges, com ara la manca d'espai permanent, una jerarquia laboral poc clara i una comunicació possiblement incòmoda entre els membres d'un equip. Per a alguns empleats, pot ser difícil acostumar-se a l'escriptori calent, ja que les persones tenen diferents maneres d'utilitzar un escriptori (ajustant l'alçada de la cadira, moure's per les decoracions, mantenir l'espai ordenat).
És possible una versió alternativa de hot desking on els empleats tenen múltiples tasques i diversos empleats poden requerir una determinada estació de treball, però no per a tota la seva gamma de tasques. Així, es pot posar a disposició de qualsevol treballador una estació de treball permanent quan sigui necessari (també conegut com a espai de "touchdown"), amb els empleats compartint-la. Això podria ser per a un únic element de la feina, per exemple, quan un empleat de vendes necessita una oficina per a una reunió amb un client, però no necessita una oficina personal. Un altre exemple és quan els empleats han de fer tasques específiques a les estacions de treball creades per a aquestes tasques en una línia de muntatge. Allà, els llocs de treball individuals no estan configurats com a espai d'oficina personal. Una col·lecció d'aquestes estacions de treball de vegades s'anomena centre de mobilitat.
Amb el creixement dels serveis de mobilitat, l'escriptori calent també pot incloure l'encaminament de la veu i altres serveis de missatgeria a qualsevol ubicació on l'usuari pugui iniciar sessió a una xarxa corporativa. Per tant, el seu número de telèfon, el seu correu electrònic i la missatgeria instantània es poden encaminar a la seva ubicació a la xarxa i no només al seu escriptori físic.
La pandèmia de la COVID-19 va fer que el treball a distància es fes més comú, amb molts empleats que només entraven a l'oficina durant una part de la setmana. Això augmenta la dependència de l'escriptori calent, per evitar pagar per l'espai d'escriptori no utilitzat.

## Origen
Es creu que el terme "desking en calent" deriva de la pràctica naval de l'escalfament en calent, on els mariners de diferents torns comparteixen les mateixes lliteres.